# Bamra melli
Bamra melli är en fjärilsart som beskrevs av Max Wilhelm Karl Draudt 1950. Bamra melli ingår i släktet Bamra och familjen nattflyn. Inga underarter finns listade i Catalogue of Life.